# Santarém (Pará)
Santarém, amtlich portugiesisch Município de Santarém, ist eine Gemeinde im Norden von Brasilien im Bundesstaat Pará. Die Einwohnerzahl wurde zum 1. Juli 2021 auf 308.339 Einwohner geschätzt, die Santarenos oder Mocorongos genannt werden und auf einer großen Gemeindefläche von rund 17.898 km² leben. Sie liegt etwa 807 km westlich der Landeshauptstadt Belém und ist Sitz der Metropolregion Santarém.

## Geographie
Santarém liegt auf einer Fläche von 17.898 Quadratkilometern etwa in der Mitte zwischen Manaus im Westen und Belém im Osten. Der Rio Tapajós mündet bei Santarém in den Amazonas. Die Temperaturen liegen das ganze Jahr bei 22 bis 35 °C.
Angrenzende Gemeinden sind im Norden Alenquer, Monte Alegre und Óbidos, im Süden Uruará, Belterra und Mojuí dos Campos, im Osten Prainha und im Westen Juruti.

### Vegetation
Das Biom ist Amazonas-Regenwald (Amazônia).

### Klima
|                        | Jan | Feb | Mär  | Apr | Mai | Jun | Jul  | Aug | Sep | Okt | Nov | Dez  |   |      |
| Mittl. Temperatur (°C) | 26  | 26  | 25,5 | 26  | 26  | 26  | 25,5 | 26  | 27  | 27  | 27  | 26,5 | ⌀ | 26,2 |
| Mittl. Tagesmax. (°C)  | 30  | 30  | 29   | 30  | 30  | 30  | 30   | 31  | 32  | 32  | 32  | 31   | ⌀ | 30,6 |
| Mittl. Tagesmin. (°C)  | 22  | 22  | 22   | 22  | 22  | 22  | 21   | 21  | 22  | 22  | 22  | 22   | ⌀ | 21,8 |
|                        |     |     |      |     |     |     |      |     |     |     |     |      |   |      |
| Niederschlag (mm)      | 218 | 301 | 394  | 371 | 304 | 134 | 90   | 50  | 31  | 40  | 74  | 140  | Σ | 2147 |

| 22 |

| 22 |

| 22 |

| 22 |

| 22 |

| 22 |

| 21 |

| 21 |

| 22 |

| 22 |

| 22 |

| 22 |

| 22 |

| 22 |

| 22 |

| 22 |

| 22 |

| 22 |

| 21 |

| 21 |

| 22 |

| 22 |

| 22 |

| 22 |

## Geschichte
1659 siedelten sich portugiesischen Jesuiten an der Mündung des Rio Tapajós an. Als Gründungsdatum der Siedlung gilt jedoch der Baubeginn der Kapelle Nossa Senhora da Conceição am 22. Juni 1661. Als Gründer gilt der luxemburgische Jesuitenpater Johann Philipp Bettendorff, in Brasilien als João Felipe Bettendorff bekannt.
Bis 1758 hatte der Ort den indianischen Namen Tupaiús bzw. Tapajós geschrieben. Francisco Xavier de Mendonça Furtado war zu dieser Zeit Gouverneur des Staates Estado do Grão-Pará e Maranhão und wollte Amazonien in ein neues Portugal verwandeln. Die Siedlungen und Dörfer bekamen portugiesische Namen, z. B. Soure oder Óbidos. Aus Tupaiús/Tapajós wurde in dem Zuge Santarém, unter Bezugnahme auf die historische portugiesische Stadt Santarém. Stadtrechte erhielt Santarém durch das Lei Provincial n.º 145 vom 24. Oktober 1848.
Die älteren Stadtteile sind mit ihrer Architektur Zeugen des ehemaligen Kautschukbooms.

## Demografie

### Ethnische Zusammensetzung
Ethnische Gruppen nach der statistischen Einteilung des IBGE (Stand 2000 mit 262.538 Einwohnern, Stand 2010 mit 294.580 Einwohnern):
| Gruppe      | Anteil 2000       | Anteil 2010           | Anmerkung                        |
| ----------- | ----------------- | --------------------- | -------------------------------- |
| Brancos     | 68.477 (26,08 %)  | ▼ 59.213 (20,10 %) ▼  | Weiße, Nachfahren von Europäern  |
| Pardos      | 181.396 (69,09 %) | ▲ 215.125 (73,03 %) ▲ | Mischrassige, Mulatten, Mestizen |
| Pretos      | 9.286 (3,54 %)    | ▲ 15.255 (5,18 %) ▲   | Schwarze                         |
| Amarelos    | 256 (0,10 %)      | ▲ 2.531 (0,86 %) ▲    | Asiaten                          |
| Indígenas   | 1.325 (0,50 %)    | ▲ 2.456 (0,83 %) ▲    | indigene Bevölkerung             |
| ohne Angabe | 1.799             | –                     |                                  |

## Kommunalpolitik
Bei der Kommunalwahl 2020 wurde Nélio Aguiar der Partei der Democratas für die Amtszeit von 2021 bis 2024 zum Stadtpräfekten (Bürgermeister) wiedergewählt.

## Religion
Die Stadt ist Sitz des Erzbistums Santarém.

## Wirtschaft
Der wirtschaftliche Aufschwung der Stadt liegt in den reichen Vorkommen von Bodenschätzen wie Bauxit und Gold in der weiteren Umgebung.
Heute leben die Einwohner hauptsächlich von der Rinderzucht und vom Fischfang. Sie stellen Keramikartikel und Hängematten aus Baumwolle her. Sie handeln mit Edelhölzern, Para-Nüssen, Pfeffer, Sojabohnen und Jute. Auch der Handel mit Kautschuk spielt in dem Ort noch eine kleine Rolle.

### Verkehr
Der Hafen von Santarém soll einer der wichtigsten Exporthäfen für Soja aus dem Bundesstaat Mato Grosso werden. Durch die gegenwärtig diskutierte Asphaltierung der Bundesstraße von Cuiabá nach Santarém würden die Transportkosten für Soja erheblich gesenkt werden. Entlang der Straße setzt aufgrund der Asphaltierungspläne eine massive Bodenspekulationen ein, die zur Verdrängung von Kleinbauern durch Sojaproduzenten führt. Es wird befürchtet, dass diese Entwicklung zu einer Verstärkung der Entwaldungsdynamik in der Region führt.
Flughafen
Der Flughafen Santarém–Maestro Wilson Fonseca bietet Linienflüge zu zahlreichen Zielen im Norden Brasiliens.

## Kultur und Sehenswürdigkeiten
- Beim Zusammenlauf der beiden Flüsse mischt sich das grüne Wasser des Rio Tapajós nur langsam mit dem braunen Amazonas. Die Gewässer fließen etwa 6 Kilometer nebeneinanderher, bevor sie sich vermischen, da sie unterschiedliche Fließgeschwindigkeiten und Temperaturen haben.
- Kilometerlange Sandstrände wie Alter do Chao
- Das Haus der sieben Türen des Barons São Nicolau von Santarêm
- Die Praça Mirante do Tapajos
- Die Kirche „Nossa Senhora da Conceição“

### Regelmäßige Veranstaltungen
Saire oder Caire, eine indianische Sage, sollte von den Jesuiten dazu verwendet werden, um die einheimische Bevölkerung zu christianisieren. Die Kirche merkte zwar, dass dies nicht möglich ist, doch heute ist Saire eines der größten Feste der Region.

## Persönlichkeiten

### Söhne und Töchter der Stadt
- Sebastião Tapajós (1943–2021), Gitarrist, Komponist und Namensgeber des Instituto Sebastião Tapajós
- Gilberto Pastana de Oliveira (* 1956), römisch-katholischer Geistlicher und Erzbischof von São Luís do Maranhão
- Wilson Miranda Lima (* 1976), Politiker, Gouverneur von Amazonas
- Silas (1987–2018), Fußballspieler